# General des Transportwesens
Der General des Transportwesens waren deutsche Kommandobehörden der Wehrmacht während des Zweiten Weltkriegs.
Ende Januar/Anfang Februar 1942 wurde bei den an der Ostfront eingesetzten Heeresgruppen Nord, Mitte und Süd aus den jeweiligen Bevollmächtigten Transportoffizieren der Heeresgruppen die ersten Dienststellen eines Generals des Transportwesens eingerichtet. Die Unterstellung erfolgte unter den Chef des Transportwesens im Oberkommando der Heeres.

## General des Transportwesens z. b. V./General des Transportwesens A
Am 11. Juli 1942 wurde aus dem General des Transportwesens z. b. V., welcher seit dem 15. Mai 1942 bestand, der General des Transportwesens A, welcher durch den Wehrkreis III mit Hauptquartier in Spandau aufgestellt wurde. Die Unterstellung erfolgte unter die Heeresgruppe A. General des Transportwesens z. b. V. und auch später des General des Transportwesens A war bis April 1943 der Oberst Otto Schiel, welcher der ehemalige General des Transportwesens Nord war.
Am 6. April 1944 wurde der General des Transportwesens A in den General des Transportwesens Südukraine umbenannt.
Am 23. September 1944 wurde ein zweites Mal ein General des Transportwesens A aufgestellt. Durch die Umbenennung des Generals des Transportwesens Nordukraine wurde durch den Wehrkreis VII der General des Transportwesens A mit Sitz in München gebildet und der Heeresgruppe A unterstellt. General des Transportwesens A wurde Oberst Wilhelm Hamberger, vormals auch schon General des Transportwesens B. Am 25. Januar 1945 wurde hierauf der General des Transportwesens Mitte.

## General des Transportwesens B
Am 9. Juli 1942 wurde aus dem General des Transportwesens Süd der General des Transportwesens B, welcher durch den Wehrkreis VII mit Hauptquartier in München aufgestellt wurde. General des Transportwesens B wurde Oberst Wilhelm Hamberger. Die Unterstellung erfolgte erst unter die Heeresgruppe B und dann ab Februar 1943 unter den Wehrmachtsbefehlshaber Ukraine. Mitte Februar 1943 wurde der General des Transportwesens B erst zur Außenstelle Poltawa und dann Ende Februar in Kiew Außenstelle des Bevollmächtigten Generals des Transportwesens Südrußland. Am 10. April 1943 wurde der General des Transportwesens B in den General des Transportwesens Süd umbenannt.
Am 13. Juli 1943 wurde ein zweites Mal ein General des Transportwesens B aufgestellt. Durch den Wehrkreis XII wurde im Wehrkreis VII der General des Transportwesens B mit Sitz in Metz gebildet und der Heeresgruppe B unterstellt. Am 30. Juli 1943 bildete die Dienststelle den Arbeitsstab Höffner beim OKW-Auffrischungsstab München und wurde am 9. August 1943 General des Transportwesens Italien.

## General des Transportwesens Italien
Am 7. August 1943 wurde aus dem Arbeitsstab Hoeffner, der Nachfolgedienststelle des General des Transportwesens B der General des Transportwesens Italien gebildet.
Oberst Hans Höffner, ehemaliger Leiter des Arbeitsstabs Höffner und anschließend General des Transportwesens West, wurde General des Transportwesens Italien und blieb dies bis März 1944. Anschließend übernahm Oberst Klaus Stange, vormals General des Transportwesens Nord, das Kommando. Ab September 1944 war der ehemalige General des Transportwesens Südukraine, Oberst Albert Schnez, bis Kriegsende General des Transportwesens Italien.

## General des Transportwesens Mitte
Am 31. Januar 1942 wurde aus dem Bevollmächtigten Transportoffizier der Heeresgruppe Mitte der General des Transportwesens Mitte, welcher mit Hauptquartier in Schwiebus-Tiborlager aufgestellt wurde. Mitte September 1944 kam die Dienststelle nach Strausberg in den Wehrkreis III. Die Dienststelle wurde erst im April 1945 formal aufgelöst. Vom 1. März 1942 bis 30. April 1942 war Generalmajor Werner Goeritz General des Transportwesens Mitte, ab 1. Oktober 1942 übernahm Oberst/Generalmajor Matthias Peters, ehemaliger General des Transportwesens Südost. Von Februar 1943 bis Ende Oktober 1944 war der Oberst Hermann Teske General des Transportwesens Mitte.
Am 25. Januar 1945 wurde aus dem General des Transportwesens A ein zweiter General des Transportwesens Mitte formal durch den Wehrkreis VI mit Hauptquartier in Münster aufgestellt und unter das Kommando von Oberst Friedrich Reinhardt gestellt. Die Dienststelle wurde aber nicht mehr einsatztechnisch wirksam.

## General des Transportwesens Nord
Am 1. Februar 1942 wurde aus dem Bevollmächtigten Transportoffizier der Heeresgruppe Nord durch den Wehrkreis IX der General des Transportwesens Nord, welcher mit Hauptquartier in Frankfurt am Main aufgestellt wurde. 1944 wurde der General des Transportwesens Nord wieder in den  Bevollmächtigten Transportoffizier der Heeresgruppe Nord zurückgeführt.
Mit der Aufstellung wurde Oberst Otto Schiel bis April 1942 General des Transportwesens Nord, welcher anschließend General des Transportwesens z. b. V. wurde. Bis März 1944 war Oberstleutnant Klaus Stange mit dem Kommando betraut und wurde dann General des Transportwesens Italiens.

## General des Transportwesens Nordukraine
Am 7. April 1944 wurde durch den Wehrkreis VII mit Hauptquartier in München aus dem General des Transportwesens Süd der General des Transportwesens Nordukraine aufgestellt. General des Transportwesens Nordukraine wurde Oberst Wilhelm Hamberger, welcher bereits General des Transportwesens B und General des Transportwesens Süd gewesen war. Am 25. September 1944 wurde aus der Dienststelle der General des Transportwesens A, welcher damit ein zweites Mal gebildet wurde.

## General des Transportwesens Süd
Am 1. Februar 1942 wurde aus dem Bevollmächtigten Transportoffizier der Heeresgruppe Süd der General des Transportwesens Süd, welcher durch den Wehrkreis VII mit Hauptquartier in München aufgestellt wurde. Am 3. Juli 1942 entstand daraus der General des Transportwesens B.
Am 10. April 1943 wurde aus der Außenstelle des Bevollmächtigten Generals des Transportwesens Südrussland, ehemals General des Transportwesens B, der General des Transportwesens Süd, welcher durch den Wehrkreis VII mit Hauptquartier in München aufgestellt wurde. Am 7. April 1944 entstand daraus der General des Transportwesens Nordukraine. General des Transportwesens Süd war der ehemalige General des Transportwesens B, Oberst Wilhelm Hamberger, welcher nach der Auflösung der Dienststelle den daraus entstandenen General des Transportwesens Nordukraine übernahm.
Am 23. September 1944 wurde der General des Transportwesens Südukraine der General des Transportwesens Süd, welcher durch den Wehrkreis III mit Hauptquartier in Berlin-Spandau aufgestellt wurde. Der ehemalige General des Transportwesens Südukraine, Oberst Albert Schnez, blieb bis Oktober 1944 in dieser Position, gab dann das Kommando an Oberstleutnant Vico von Rieben ab.

## General des Transportwesens Südost
Am 1. April 1942 wurde aus dem Bevollmächtigten Transportoffizier der 12. Armee der General des Transportwesens Südost, welcher durch den Wehrkreis VI mit Hauptquartier in Osnabrück aufgestellt wurde.
Ab 1. April 1942 war Oberst Matthias Peters, später General des Transportwesens Mitte, bis September 1942 General des Transportwesens Südost.

## General des Transportwesens Südukraine
Am 6. April 1944 wurde aus dem General des Transportwesens A der General des Transportwesens Südukraine, welcher durch den Wehrkreis III mit Hauptquartier in Spandau aufgestellt wurde. Am 23. September 1944 wurde der General des Transportwesens Südukraine der General des Transportwesens Süd.
Von Mitte 1944 an war bis zur Auflösung der Dienststelle der Oberst Albert Schnez General des Transportwesens Südukraine und dieser war anschließend bis Kriegsende General des Transportwesens Italien.

## General des Transportwesens Weichsel
Kurz vor Kriegsende bestand der General des Transportwesens Weichsel. Dieser unterstand dem Kommando von Oberst Wilhelm Hamberger, welcher bereits General des Transportwesens B, General des Transportwesens Süd und General des Transportwesens Nordukraine gewesen war.

## General des Transportwesens West
Am 1. Juli 1942 wurde aus dem Bevollmächtigten Transportoffizier der Heeresgruppe D durch den Wehrkreis XII der General des Transportwesens West, welcher mit Hauptquartier in Nancy aufgestellt wurde.
General des Transportwesens West war von der Aufstellung bis Ende Februar 1944 der Generalleutnant Otto Kohl, anschließend übernahm bis Jahresende der Oberst Hans Höffner, ehemaliger General des Transportwesens Italien, die Dienststellung.